# 刘昶 (东晋十六国)
刘昶（?—?），十六国时期南燕大臣，本为平原（今山东平原县）人。西汉胶东康王刘寄之后。
刘昶世仕慕容氏。从慕容德渡黄河，在北海郡都昌县定居。宋武帝刘裕平南燕，以刘昶为青州治中，至员外常侍。其子刘奉伯为慕容超东牟令，东晋灭南燕，刘裕以刘奉伯为北海郡太守，刘宋建立为陈郡、南顿郡二郡太守。刘奉伯的儿子刘休宾，刘奉伯弟弟的儿子刘怀珍。